# L'uomo di fiducia
L'uomo di fiducia, pubblicato in Italia anche con i titoli Il truffatore di fiducia e L'impostore (The Confidence-Man: His Masquerade) fu l'ultimo grande romanzo di Herman Melville, lo scrittore statunitense autore di Moby-Dick. Pubblicato il primo aprile 1857 (presumibilmente proprio il giorno in cui si svolge la narrazione), The Confidence-Man fu la decima grande opera di Melville nell'arco di undici anni. Il romanzo ritrae un gruppo di viaggiatori a bordo di un battello a vapore le cui storie si intrecciano durante un viaggio sul Mississippi con destinazione New Orleans. Dopo la pubblicazione, Melville abbandonò la redazione di prosa, dedicandosi a conferenze e a opere poetiche.
Il romanzo è una satira culturale, un'allegoria e un trattato metafisico, che affronta i temi della sincerità, l'identità personale, la morale, la religiosità, il materialismo economico, l'ironia e il cinismo. Molti critici pongono The Confidence-Man accanto a Moby Dick e Bartleby lo scrivano come precursori della letteratura del Novecento sui temi del nichilismo, l'esistenzialismo, e l'assurdo. La scelta di ambientare il romanzo il giorno del primo aprile sottolinea la natura satirica dell'opera, e riflette la visione del mondo di Melville, espressa in una lettera all'amico Henry Savage: "Tutto ciò che accade nella vita di un uomo è solo uno scherzo."
Il titolo si riferisce al personaggio centrale del romanzo, una figura ambigua che si aggira a bordo di un battello a vapore sul Mississippi il primo aprile. Questo sconosciuto mette alla prova la fiducia dei passeggeri, le cui svariate reazioni costituiscono lo svolgimento del testo. Con lo snodarsi dei dialoghi, il lettore è messo a confronto con le motivazioni nascoste del discernimento umano. In quest'opera Melville illustra le maschere che un uomo assume, e ogni persona, compreso il lettore, è costretta a domandarsi in chi sta ponendo la propria fiducia.
Il Mississippi rappresenta una metafora di quegli aspetti dell'identità americana e dell'umanità in generale che unificano i diversi personaggi. La fluidità del fiume riflette anche i continui cambiamenti di identità del "confidence man."

## Edizioni italiane
- L'uomo di fiducia. Una mascherata, trad. e cura di Sergio Perosa, Collana Tradizione americana, Venezia, Neri Pozza, 1961. Collana Impronte, Milano, Feltrinelli, 1984. Roma: Edizioni e/o, 2014.
- Il truffatore di fiducia: una messinscena, traduzione di Stefania Minacapelli, a cura di Alessandro Gebbia, Roma, Cavallo di Ferro, 2014.